# میکولاکتون
میکولاکتون (به انگلیسی: Mycolactone) با فرمول شیمیایی C۴۴H۷۰O۹ یک ترکیب شیمیایی با شناسه پاب‌کم ۵۲۸۲۰۷۹ است. که جرم مولی آن ۷۴۳٫۰۲۱ g/mol می‌باشد. 